# Dokazi urote protiv svih religija i vlada Europe
Dokazi urote protiv svih religija i vlada Europe, vođene na tajnim sastancima slobodnih zidara, iluminata i čitateljskih društava (engl. Proofs of a Conspiracy against all the Religions and Governments of Europe; Carried on in the Secret Meetings of Free Masons, Illuminati, and Reading Societies) knjiga je škotskog fizičara i matematičara Johna Robisona, profesora prirodnih znanosti na Sveučilištu u Edinburghu. Napisana i objavljena na engleskom jeziku 1797. godine. Jedno je od prvih i najpoznatijih djela koje zagovara tezu o postojanju tajnog plana bavarskih iluminata za rušenje europskih monarhija i religijskih institucija.

## Povijesni kontekst i motivacija autora
Krajem 18. stoljeća, Europa je bila zahvaćena snažnim političkim i društvenim previranjima, ponajviše Francuskom revolucijom, koja je potresla temelje dotadašnjeg poretka. Mnogi su konzervativni intelektualci smatrali da revolucija nije spontani događaj, već rezultat sustavnog i namjernog djelovanja tajnih društava. John Robison, koji je i sam bio slobodni zidar, ali skeptičan prema radikalnim frakcijama unutar slobodnog zidarstva, tvrdio je da su se iluminati – tajno društvo osnovano u Bavarskoj 1776. godine – infiltrirali u masonske lože i koristili ih za širenje prosvjetiteljskih, antimonarhističkih i antiklerikalnih ideja.
Robisonova knjiga nastala je u isto vrijeme kada je slične teze iznio i francuski svećenik Augustin Barruel u svojem djelu Memoari koji će poslužiti povijesti jakobinizma. Obojica su tvrdili da iluminati nisu samo intelektualni pokret, već organizirana mreža koja planira potkopavanje postojećeg društvenog poretka.

## Glavne tvrdnje knjige
Robison u svojoj knjizi nastoji dokazati da iluminati nisu nestali nakon što ih je bavarska vlast službeno zabranila 1785. godine, već su nastavili djelovati prikriveno, infiltrirajući se u europske masonske lože. Njegove ključne tvrdnje uključuju:
- Iluminati su imali plan za uništenje monarhija i religije – Robison vjeruje da su iluminati širili ideje o republikanskoj vlasti i sekularizmu kako bi oslabili autoritet kraljeva i Crkve.
- Koristili su slobodno zidarstvo kao alat za širenje svojih ideja – Iako priznaje da slobodno zidarstvo nije u svojoj biti subverzivna organizacija, tvrdi da su iluminati iskoristili njezinu strukturu kako bi regrutirali nove članove i širili svoj utjecaj.[8]
- Francuska revolucija bila je rezultat urote iluminata – Prema Robisonu, ideje koje su dovele do revolucije nisu se razvile spontano, već su bile posljedica desetljeća planiranog ideološkog i organizacijskog rada iluminata i njima bliskih filozofa.

## Utjecaj i kritika knjige
Ova krnjiga postala je jedno od temeljnih djela u razvoju teorija urote o iluminatima i slobodnom zidarstvu. Njezina popularnost bila je osobito velika među konzervativnim krugovima u Britaniji i Americi, gdje su se elite bojale da bi se revolucionarni pokreti mogli proširiti iz Francuske. U Sjedinjenim Američkim Državama, knjiga je utjecala na strahove od iluminata u ranom 19. stoljeću, što se odrazilo i u političkim raspravama tog vremena.
S druge strane, brojni povjesničari i suvremenici osporavali su Robisonove tvrdnje. Kritičari su isticali da su njegovi dokazi često temeljeni na nepouzdanim izvorima, da preuveličava utjecaj iluminata te da ne uzima u obzir složenost društvenih i političkih promjena koje su dovele do Francuske revolucije. Danas većina akademskih istraživanja smatra da iluminati nisu imali značajniju ulogu u političkim događajima tog razdoblja, no Robisonova knjiga i dalje ostaje popularna među teoretičarima urota.